# Principio de contradicción (derecho)
El principio de contradicción o principio contradictorio, en el Derecho procesal, es un principio jurídico fundamental del proceso judicial moderno. Implica la necesidad de una dualidad de los que sostienen posiciones jurídicas opuestas entre sí, de manera que el tribunal encargado de instruir el caso y dictar sentencia no ocupa ninguna postura en el litigio, limitándose a juzgar de manera imparcial acorde a las pretensiones y alegaciones de las partes.

## Regulación por país

### El Salvador
Este está regulado,  como Principio de defensa y contradicción(En el código procesal civil y mercantil)en el art 4 , expresa- El sujeto contra quien se dirija la pretensión tiene derecho a defenderse en el proceso, interviniendo en las actuaciones y articulando los medios de prueba pertinentes. En todo caso, cada parte tiene derecho a contar con la oportunidad de exponer su argumentación y rebatir la de la contraria, y solo cuando expresamente lo disponga la ley podrán adoptarse decisiones sin oír previamente a una de las partes.

### España
El principio de contradicción en España exige, como requisito previo a la actuación de una pretensión (o exigencia de un derecho al juez), la audiencia de la persona frente a quien dicha pretensión se dirige, concediéndole los medios de defensa que estime pertinentes. 
El cumplimiento de esta exigencia se obtiene no tanto con la audiencia efectiva de la parte como con la concesión de la posibilidad de actuar en el proceso, aunque no la aproveche.
El principio de contradicción (en España) encuentra respaldo constitucional en el artículo 24 de la C.E. que, al establecer el derecho a un proceso "con todas las garantías”, remite a la primera de ellas, que consiste en que nadie puede ser condenado sin ser oído.
En nuestro ordenamiento procesal civil el principio de contradicción está presente a lo largo de todos los procedimientos, en cualquiera de sus instancias. De este modo, la existencia de la contradicción constituye la nota esencial diferenciadora entre las denominadas jurisdicciones "voluntaria" y "contenciosa", encontrándose implícito dicho principio en todas las actuaciones del proceso civil, ya sea en la fase de alegaciones, prueba o conclusiones.
No puede considerarse excepción al principio de audiencia la característica del proceso de ejecución que da lugar a que se despache la ejecución y se proceda al embargo de los bienes del deudor antes de haberlo oído, pues tales actos obedecen a la necesidad de evitar la frustración del fin del proceso, contando el ejecutado con la posibilidad de oponerse a la ejecución.